# Leib Langfus
Leib Langfus (ur. w 1910 w Warszawie, zm. w 1944 w Auschwitz II – Birkenau) – żydowski więzień obozu Auschwitz-Birkenau pochodzenia polskiego. W relacji Załmena Lewentala wymieniany jako jeden z organizatorów buntu Sonderkommando w Krematorium IV z 1944 roku.

## Życiorys
Urodził się w Warszawie, w 1910. Otrzymał tradycyjne wykształcenie żydowskie w jesziwie. W połowie lat trzydziestych, ożenił się z córką dajana Szmuela Josefa Rosentala z Makowa Mazowieckiego, zaś po śmierci teścia przejął po nim funkcję dajana w sądzie rabinicznym. 
W trakcie okupacji niemieckiej podczas II wojny światowej przebywał w getcie w Makowie Mazowieckim. W listopadzie 1942, Żydów z Makowa, wywieziono do Mławy, a stamtąd w grudniu tego samego roku deportowano do KL Auschwitz-Birkenau. Jego żonę i syna, zamordowano w komorze gazowej zaraz po przybyciu do obozu.    
W Auschwitz II – Birkenau, Langfus został wcielony do Sonderkommando, gdzie odpowiadał za dezynfekcję obciętych włosów, które następnie wysyłano do Niemiec. Należał do organizatorów buntu Sonderkommando z 7 października 1944 roku. Uważa się, że Langfus został zamordowany 26 lub 27 listopada 1944.
Po wojnie odnaleziono na terenie Birkenau, rękopis relacji Langfusa z czasu pobytu w obozie. W kwietniu 1945 roku Gustaw Borowczyk odnalazł pamiętnik Langfusa w ruinach krematorium nr 3 i ukrył rękopis na strychu swojego domu. Rękopis został ujawniony w 1970, a w 1972 dr Roman Pytel, przetłumaczył go z jidisz na język polski. W tym samym roku, teks Langfusa został również wydany po niemiecku.
W styczniu 2020 roku w Makowie Mazowieckim, reportaż na temat udziału Langfusa w buncie Sonderkommando, realizowała japońska telewizja NHK.